# Nuklearna elektrana Gundremmingen
Nuklearna elektrana Gundremmingen je najveća nuklearna elektrana u Njemačkoj, s instaliranom snagom od 2 688 MW. Smještena je u mjestu Gundremmingen, u okrugu Günzburg (njemačka savezna pokrajina Bavarska). Operator elektrane je tvrtka Kernkraftwerk Gundremmingen GmbH, koja je udruženje tvrtki RWE Power AG iz Essena (75%) i E.ON Kernkraft GmbH iz Hannovera (25%). Trenutno su dva nuklearna reaktora u pogonu, nuklearni reaktori Gundremmingen B i C. Nuklearni reaktor Gundremmingen A je zatvoren zbog nesreće (razina 2 po INES ljestvici) koja se dogodila 1977. Nuklearna elektrana Gundremmingen isporučuje oko 30% potreba savezne pokrajine Bavarske za električnom energijom. 

## Tehnički podaci
Nuklearna elektrana Gundremmingen ima ukupno 3 nuklearna reaktora:
| Nuklearni reaktor | Vrsta reaktora     | Nazivna snaga | Maksimalna snaga | Gradnja započela   | Spojen na elektroenergetski sustav | Prisutan na tržištu | Zatvaranje         |
| ----------------- | ------------------ | ------------- | ---------------- | ------------------ | ---------------------------------- | ------------------- | ------------------ |
| Gundremmingen A   | kipući reaktor BWR | 237 MW        | 250 MW           | 12. prosinca 1962. | 1. prosinca 1966.                  | 12. travnja 1967.   | 13. siječnja 1977. |
| Gundremmingen B   | kipući reaktor BWR | 1284 MW       | 1344 MW          | 20. srpnja 1976.   | 16. ožujka 1984.                   | 19. srpnja 1984.    | procjena 2021.     |
| Gundremmingen C   | kipući reaktor BWR | 1288 MW       | 1344 MW          | 20. srpnja 1976.   | 2. prosinca 1984.                  | 18. siječnja 1985.  | procjena 2021.     |

## Nuklearni reaktor Gundremmingen A
Nuklearni reaktor Gundremmingen A je bio kipući reaktor BWR, s izlaznom snagom od 237 MW i to je bio prvi veći ugrađeni nuklearni reaktor u Njemačkoj. Bio je u radu od 1966. do 1977., i za to vrijeme je proizveo 13 800 GWh električne energije. 
Početni plan je bio da se nuklearna elektrana gradi u mjestu Bertoldsheim (između Donauwörtha i Neuburga an der Donau), ali je grad Nürnberg uložio prigovor jer se na tom mjestu koristi pitka voda iz ušća rijeke Lech. Promjena plana je ubrzo usvojena i gradnja je preseljena oko 50 kilometara uzvodno u mjesto Gundremmingen. 1975. se dogodila nesreća u kojoj su poginula dva radnika zbog ionizirajućeg zračenja radioaktivne pare.
13. siječnja 1977. se dogodila nezgoda (razina 2 po INES ljestvici) koja se uvjetovala zatvaranje Nuklearnog reaktora Gundremmingen A. Za vrijeme hladnog i vlažnog vremena, dvije linije na elektroenergetskom sustavu su doživjele kratki spoj. Kao posljedica je sljedilo brzo gašenje nuklearnog reaktora, što je dovelo do ljudske pogreške. Za 10 minuta razina rashladne vode je narasla do 3 metra unutar zaštitne zgrade reaktora, a imala je temperaturu oko 80 ºC. Zbog greške je pušteno previše dodatne rashladne vode, koja se koristi za hlađenje reaktora u slučaju nužde, kako bi se mogao ugasiti. Kroz ventil za ograničavanje tlaka je izašlo između 200 do 400 m3 (procjene su različite) radioaktivne rashladne vode u zaštitnu zgradu (kontejment). Ta voda, a ujedno i plinovi su ispušteni kasnije u okoliš.
To je bila prva veća nuklearna nesreća u Njemačkoj, pa je politička odluka bila da se kod popravka Nuklearnog reaktora Gundremmingen A ugradi i moderniji sustav kontrole i zaštite nuklearnog reaktora. Kako je popravak trebao biti vrlo skup (oko 180 milijuna njemačkih maraka), a u to vrijeme su se gradili nuklearni reaktori Gundremmingen B i C, operatori su odlučili da zatvore Nuklearni reaktor Gundremmingen A. Čelična konstrukcija koja je doživjela radioaktivno zagađenje je smještena u zaštitne spremnike i odnešena u privremeno skladište radioaktivnog otpada u Mitterteichu.
1983. je donesena politička odluka da se Nuklearni reaktor Gundremmingen A potpuno rastavi, a kako je to bilo vrlo skupo i zahtjevno, rastavljanje se protegnulo do 2005. Prema procjeni operatora, stvorilo se oko 10 000 tona otpada, od kojeg je 86% ponovno iskorišteno, a ostalih 14% je spremljeno u odlagalište radioaktivnog otpada. Dozvola za rastavljanje je sadržavala i ispuštanje radioaktivnih plinova kroz dimnjak i to: maksimalno 50 MBq godišnje za plinovite radionuklide s vremenom poluraspada većim od 8 dana (bez joda-131), 0,5 MBq za jod-131 i 100 000 MBq za tricij.

## Nuklearni reaktori Gundremmingen B i C
Nuklearni reaktori Gundremmingen B i C su jednake konstrukcije kao Nuklearni reaktor Gundremmingen A. Svaki kipući reaktor BWR ima svoju zaštitnu zgradu i svoj 160 metara visok rashladni toranj, ali dijele zajednički dimnjak visok 170 metara. Gradnja ova dva nuklearna reaktora je započela 20. srpnja 1976. Nuklearni reaktor Gundremmingen B je završen 9. ožujka 1984., dok je Nuklearni reaktor Gundremmingen C završen 26. listopada 1984. Svaki reaktor ima u početku 136 tona nuklearnog goriva, a nuklearni gorivni ciklus traje 5 godina, što znači da se težina nuklearnog goriva smanji za petinu svake godine. Rashladna voda se dovodi iz obližne rijeke kroz kanal dug 1,4 kilometara i isparava u rashladnim tornjevima (0,7 m3 u sekundi). Dio rashladne vode se vraća podzemnim cijevima.
Kipući reaktor ili reaktor s ključajućom vodom (eng. Boiling Water Reactor - BWR) ima rashladno sredstvo na nižem tlaku (70 bar) od tlačnog reaktora PWR, što omogućava ključanje vode unutar reaktorske posude tako da para, nakon prolaska kroz separatore vlage i sušionike pare, direktno odlazi u parnu turbinu. S obzirom na to da para nastaje u nuklearnom reaktoru, sekundarni krug i parogeneratori nisu potrebni. Svaki reaktor ima 784 nuklearnih gorivnim elemenata, a svaki nuklearni gorivni element sadrži 174 kilograma obogaćenog uranija. Nazivna snaga svakog reaktora je 1 300 MW, dok se maksimalno koristi 1 344 MW (u rujnu 1999. su radili sa snagom od 1 450 MW). Planira se reguliranje izlazne snage, kako bi se za vikende potrošnja električne energije mogla smanjiti. 
1995. se prvi puta počelo koristiti MOX nuklearno gorivo, koje ima dio plutonija iz nuklearnog oružja. Od tada počinju pojačani antinuklearni protesti, a operator se obavezao na sigurno gašenje reaktora za vrijeme normalnog rada i u svakom nuklearnom gorivnom ciklusu je potrebno izvjestiti javnost o reaktivnosti jezgre nuklearnih reaktora (njemački sigurnosni propis KTA 3104). Mjerenja 2004. su pokazala da je zrak u okolišu nuklearne elektrane zagađen s 3 TBq, a voda s 5 TBq. Zatvaranje bi trebalo biti 2016. za Nuklearni reaktor Gundremmingen B, odnosno 2017. za Nuklearni reaktor Gundremmingen C, ako se ne produlji radna dozvola do 2021.

### Privremeno odlaganje istrošenog nuklearnog goriva
Privremeno odlagalište istrošenog nuklearnog goriva je započelo s radom 2006., a sadrži preko 2 250 tona radioaktivnog otpada. Cijena koštanja je bila oko 30 milijuna eura. Zgrada je duga 104 metra, 38 metara široka i 18 metara visoka, a sadrži 192 spremnika za istrošeno nuklearno gorivo. Da bi se smanjilo ionizirajuće zračenje, zgrada ima dvoje vrata koja su teška svaka 50 tona i debele betonske zidove (850 mm debeli zidovi su ipak tanji od Nuklearne elektrane Brokdorf, čiji su zidovi debeli 1 200 mm). Krov koji ima debljinu 550 mm je isto dosta tanji od Nuklearne elektrane Brokdorf, čiji je krov debljine 1 300 mm. Ekološke udruge prigovaraju da bi to odlagalište istrošenog nuklearnog goriva moglo biti i stalno, jer nigdje u svijetu ne postoji stalno odlagalište istrošenog nuklearnog goriva, a SAD je čak i odustao od gradnje stalnog odlagališta radioaktivnog otpada u planinama Yucca (stalnog odlagalište je potrebno za milijun godina?).

## Kvarovi
Rano ujutro 6. siječnja 2008. Nuklearni reaktor Gundremmingen B je ugašen zbog mjera opreza. Razlog je jedna od niskotlačnih parnih turbina, koja je smanjila izlaznu snagu za 3% (40 MW). Uzrok je bio jedan nepravilan zavareni spoj na cijevima, kroz koji se pregrijana para kondenzirala, bez prolaska kroz rotor turbine. Da bi se kvar popravio, reaktor je ugašen i zavareni spoj je popravljen za 2 dana, a reaktor je ponovno proradio 12. siječnja 2008. 
2007. je bilo 9 nezgoda (5 nezgoda na Nuklearnom reaktoru Gundremmingen B i 4 nezgode na Nuklearnom reaktoru Gundremmingen C). Sve nezgode nisu prešle prag sigurnosti, prema izvještaju tehničkog nadzora. 2006. je bilo 10 nezgoda, a 2011. je bilo 7 nezgoda.

## Njemačka odluka o prijevremenom zatvaranju svih nuklearki do 2022.
Njemačka je vlada 30. svibnja 2011. objavila svoju odluku o zatvaranju svih 17 nuklearnih elektrana do 2022. Ista je vlada odmah nakon nesreće u nuklearnoj elektrani Fukushima I zatvorila, tada privremeno, 7 najstarijih nuklearki koje su po dizajnu slične Nuklearnoj elektrani Fukushimi Daiichi (kipući reaktor). Trenutno je obustavljena i osma nuklearka, a najkasnije do 2021. plan je zatvoriti narednih 6 te zadnje 3 godinu poslije.
Službenu izjavu o zatvaranju prati i najava velikih promjena u njemačkom elektroenergetskom sustavu, smanjivanje potrošnje električne energije za 10 % i jasno još veće oslanjanje na obnovljive izvore energije u iznosu od 35 % do 2022. Premda je ovo više nego tehnički izazovno, jer Njemačka već vrlo racionalno troši električnu energiju i ima natprosječno veliki udio korištenja varijabilne i slabo predvidive energije vjetra i Sunca, to je vjerojatno moguće izvesti, ali ostaje za vidjeti uz koju cijenu. Ne samo da će ovime Njemačka imati značajno skuplju električnu energiju, nego je vrlo izvjesno da će trebati uvoziti značajne količine električne energije iz nuklearki u Francuskoj, elektrana na ugljen iz Poljske ili će sama morati graditi dodatne fosilne izvore (time se dakle ponašati upravo suprotno kako svojoj antinuklearnoj orijentaciji, tako i nastojanju da se smanji emisija stakleničkih plinova). Jasno je da će time utjecati i na porast cijene električne energije u regiji. Austrija i Italija su poznate nenuklearne zemlje koje uvoze električnu energiju proizvedenu u nuklearkama susjednih zemalja. Njemački planovi da smanji 40 % emisije CO2 do 2020. ovime za jedne izgledaju realniji, a za druge posve neostvarivi. 
Nuklearne elektrane su 2010. proizvele 22 %električne energije u Njemačkoj, a obnovljivi izvori energije 17% (ostalo su fosilni izvori s dominacijom ugljena). Dodatno povećanje udjela obnovljivih izvora energije na 35% se planira korištenjem energije vjetra, Sunca, hidroenergije, geotermalne energije i biomase iz otpada. Problem za sebe, ekonomski i tehnički, predstavlja činjenica da je većina vjetroelektrana na sjeveru, a industrija i nuklearke na jugu.

### Antinuklearni prosvjedi
Dana 14. ožujka 2011. je nekoliko desetaka tisuća ljudi formiralo ljudski lanac između Nuklearne elektrane Neckarwestheim i Stuttgarta, na prosvjedu kojim su pozivali na zatvaranje te elektrane. Više od 100 000 ljudi sudjelovalo je u antinuklearnim prosvjedima, kojima su pozivali na zatvaranje nuklearnih centrala zbog dramatičnih zbivanja u Japanu, u više od 450 gradova. Prosvjednici smatraju da nijedna od 17 nuklearnih elektrana u Njemačkoj ne bi trebala dobiti radnu dozvolu zbog sigurnosti.

## Slike
- Nuklearna elektrana Gundremmingen.
- Nuklearni reaktori Gundremmingen B i C.
- Pogled na izlazak pare u okoliš iz Nuklearne elektrane Gundremmingen.
- Pogled iz zraka.